# Yéi-nan
De Yéi-nan (ook: Je-nan of Je-anim) is een Papoeavolk dat ten noorden van Merauke woont, in Zuidoost-Papoea (Indonesische provincie Papoea). De groep staat ook bekend als Jee-nan of Jee-anim.